# Funky Music Sho Nuff Turns Me On
Funky Music Sho Nuff Turns Me On is een single waarvan het origineel is opgenomen door de Amerikaanse soulzanger Edwin Starr. De single werd uitgebracht in april van het jaar 1971 als Gordy-7107, een label dat deel uitmaakte van het legendarische Motownlabel. In juli van datzelfde jaar verscheen het nummer voor het eerst op album, namelijk op Involved. Funky Music Sho Nuff Turns Me On was de opvolger van de kleine hit Stop the War Now, dat van datzelfde album van Edwin Starr afkomstig is. Funky Music Sho Nuff Turns Me On was het laatste nummer dat Edwin Starr voor Motown onder het Gordylabel uit zou brengen. Vanaf 1972 werden zijn singles namelijk op het Soullabel uitgebracht, een ander onderdeel van het Motowngeheel.
Funky Music Sho Nuff Turns Me On was een van de weinige echte funknummers die door Motown in het begin van de jaren zeventig uitgebracht werden. Pas nadat Machine Gun, de eerste single van The Commodores voor Motown, werd uitgebracht werd funk een echt onderdeel van de Motown-muziek. Het nummer in kwestie had echter ook wat weg van de psychedelic soul stijl, waar producer Norman Whitfield in die jaren veel gebruik van maakte. Zo waren eerdere nummers van Edwin Starr als War en Stop the War Now in deze muzieksoort geschreven en opgenomen. Het verschil met de zojuist genoemde nummers in deze stijl is dat die nummers een sociale boodschap hebben en dat Funky Music Sho Nuff Turns Me On een dansnummer is.
Voor Edwin Starr was Funky Music Sho Nuff Turns Me On geen groot succes. Ondanks dat het nummer de #6 positie als top op de R&B-lijst behaalde, wist het op de poplijst niet eens de top 40 te bereiken. Daarop werd slechts de #64 behaald. In 1972 verscheen het nummer opnieuw op de R&B-lijst. Ditmaal was het de versie van The Temptations, afkomstig van hun album All Directions. Zij behaalden met Funky Music Sho Nuff Turns Me On, als B-kant van het nummer Mother Nature, de #27 positie op de R&B-lijst. Het bijzondere aan de Temptationsversie was dat de opname een liveversie van het nummer was. Daarnaast werd in hun versie een klein stukje van een single van Sly & The Family Stone, Sing a Simple Song, verwerkt. Naast dat The Temptations het nummer coverden namen onder andere ook Yvonne Fair en The Utah Saints het nummer op.
De B-kant van de versie van Edwin Starr was het nummer Cloud Nine. Dit was een cover van de band die de A-kant coverde, The Temptations. Zij wonnen er in 1968 een Grammy mee. Cloud Nine is net als Funky Music Sho Nuff Turns Me On afkomstig van het album Involved.

## Bezetting Edwin Starr
- Zang: Edwin Starr
- Instrumentatie: The Funk Brothers
- Schrijvers: Norman Whitfield en Barrett Strong

- Producer: Norman Whitfield

## Bezetting The Temptations
- Lead: Richard Street, Damon Harris, Otis Williams, Dennis Edwards en Melvin Franklin
- Achtergrond: Richard Street, Damon Harris, Otis Williams, Dennis Edwards en Melvin Franklin
- Instrumentatie: The Funk Brothers
- Producer: Norman Whitfield